# Dresdner Kreuzchor
Le Dresdner Kreuzchor (littéralement chœur de la Croix de Dresde) est le chœur de garçons de l'église Sainte-Croix (Kreuzkirche) de Dresde. Fondé il y a sept siècles, c'est l'un des plus anciens chœurs d'Allemagne.

## Historique
Le 6 avril 1300, l'École Sainte-Croix de Dresde (Kreuzschule) est déjà mentionnée. Elle est l'une des écoles appartenant à l'église Saint-Nicolas. Une autre tâche importante est la formation des choristes, qui étaient nécessaires pour les chants liturgiques liés à la vénération solennelle de la relique de la Croix. En outre, ils se produisent aux célébrations de la messe.

## Les choristes
Le Dresdner Kreuzchor compte actuellement 150 membres, garçons entre 9 et 19 ans de Dresde et des environs qui suivent des cours en pensionnat. Ils sont appelés les Kruzianer.

## Direction
Son directeur depuis 1997 est Roderich Kreile. Rudolf Mauersberger en a été le chef de chœur de 1930 à 1971, ainsi que Martin Flämig de 1971 à 1991.

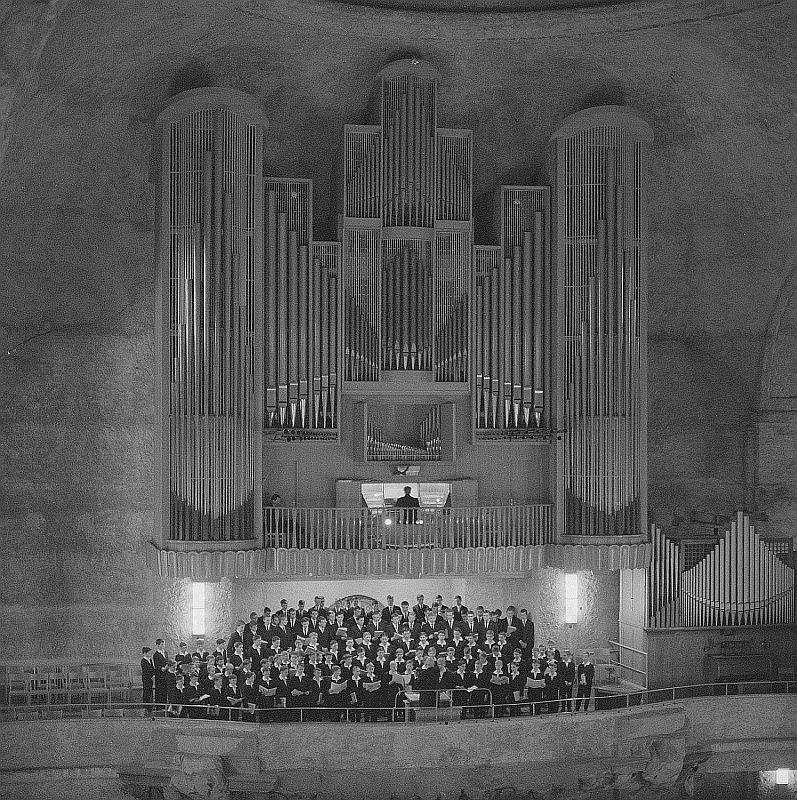
Le Dresdner Kreuzchor, devant l'orgue de l'église.

### Kreuzkantor
Les Kreuzkantoren sont les équivalents des cantors ou des maîtres de chapelle. Ils sont apparus avec l'introduction de la Réforme luthérienne, au XVIe siècle.

## Répertoire
Son répertoire inclut des œuvres baroques des compositeurs Heinrich Schütz ou Jean-Sébastien Bach, mais aussi des passions, motets et cantates de Bach, ainsi celle du romantisme, du XIXe siècle, et des compositeurs modernes. Il enregistre en 1957 le motet Tristis est anima mea attribué à Johann Kuhnau. Avec de nombreuses créations et premières représentations, le Dresdner Kreuzchor a reçu à plusieurs reprises l'attention et la reconnaissance des critiques professionnels. Notamment, l'œuvre "Pilgerfahrten“ de Chaya Czernowin fut créée pour le Dresdner Kreuzchor en première mondiale en 2007.
Plus de dix concerts annuels sont généralement organisés, suivant l'année ecclésiastique, commençant par deux soirées de chants de Noël, suivies de trois représentations des cantates 1 à 3 de l'Oratorio de Noël de Bach, puis en début d'année les cantates 4 à 6. Le chœur commémore la destruction de Dresde pendant la Seconde Guerre mondiale avec des œuvres appropriées. Pendant la semaine sainte, la Passion selon saint Matthieu de Bach est jouée deux fois. La traditionnelle messe de Pâques du Kreuzchor de Dresde a lieu le matin du dimanche de Pâques depuis les années 1950. Dans ce cadre, suivant la tradition des pièces mystérieuses médiévales, les événements bibliques sont mis en scène, accompagnés par la musique de l'ancien Kreuzkantor Rudolf Mauersberger. Depuis 2017, sa forme a été éditée par Peter Kopp (de). Au cours des premières semaines de l'été, le chœur interprète généralement une œuvre symphonique de grande envergure dans le cadre du festival de musique de Dresde.
Des concerts sont organisés en commun avec l'Orchestre philharmonique de Dresde, la Sächsische Staatskapelle Dresden ou des ensembles de musique ancienne.
Le chœur est régulièrement engagé pour des enregistrements à la télévision et à la radio ou par des maisons de disques prestigieuses. De nombreuses oeuvres sont disponibles chez Berlin Classics, Capriccio, Teldec et la Deutsche Grammophon.
Jusqu'à 25 fois par an, les choristes du Dresdner Kreuzchor chantent les motets depuis la tribune du chœur pendant l'office du dimanche matin et  alternent les chants avec un petit groupe de choristes en costume liturgique dans le sanctuaire. Une particularité est également la psalmodie de l'épître et de l'évangile par un des choristes. Les plus de 20 vêpres annuelles du Kreuzchor, le samedi à 17 heures, sont des dévotions musicales régulièrement suivies par plus de mille auditeurs. La musique chorale du chœur est complétée par de la musique d'orgue, la Parole du dimanche, le chant de la congrégation, la prière et la bénédiction. À l'Avent, à Noël, lors des vêpres de Noël, à Pâques ou à la Pentecôte, de longues files d'attente s' étendent sur la place du Vieux Marché pour pouvoir entrer dans l'église.

## Anciens élèves
- Theo Adam
- Olaf Bär
- Matthias Brauer
- Friedrich Goldmann
- Hartmut Haenchen
- Ekkehard Klemm
- Hermann Kretzschmar
- Johann Gottlieb Naumann
- René Pape
- Eckart Preu
- Franns Wilfried Promnitz von Promnitzau
- Karl Richter
- Ludwig Schnorr von Carolsfeld
- Peter Schreier
- Udo Zimmermann